# Sanctuary (canção de Gabriella Cilmi)
Sanctuary é o single de estreia da cantora australiana Gabriella Cilmi de seu álbum de estreia, Lessons to Be Learned (2008).  A canção foi lançada digitalmente pela primeira vez no Reino Unido em 12 de dezembro de 2007 como o primeiro single do álbum, e posteriormente lançada na Alemanha e na Holanda em dezembro de 2008 como seu quinto single, alcançando o número sessenta e sete na parada de singles alemã e número setenta e dois no gráfico holandês Single Top 100 baseado em vendas físicas.
"Sanctuary" utiliza o riff introdutório da versão de 1964 de Maxine Brown de "Oh No Not My Baby".  Sobre o significado da música, Cilmi explicou: "Eu conheci alguém com quem me senti muito confortável e todos aqueles sentimentos que vêm quando me sinto confortável com alguém. A música é mais ou menos sobre isso, embora eu nem seja mais amiga dessa pessoa."

## Vídeo de música
Dirigido por Michael Baldwin e produzido por Charlotte Woodhead, o videoclipe abre com Cilmi em uma casa onde ela liga um toca-fitas bobina a bobina.  Ela então se inclina sobre uma mesa seguida por ela em um jardim, depois em sua cama, então mostra clipes dos diferentes lugares em que ela está, então mostra ela em uma rua girando seu guarda-chuva, então mostra clipes dela nesses diferentes lugares, enquanto ela está em casa ela decide jogar seu lenço no chão, isso a mostra nos diferentes lugares novamente quando várias coisas começam a flutuar, em casa seu lenço começa a flutuar, lá em cima em seu quarto sua caneta flutua então ela pode escrever em um livro, ela senta em uma cadeira em casa, o telefone começa a flutuar, então ela chuta um monte de folhas, então mostra mais clipes, então na casa quando Cilmi aponta algo ele desliga. Termina com ela fechando a porta.

## Lista da faixa
- UK iTunes single[2]

1. "Sanctuary" – 3:28
2. "Sanctuary" (acoustic version) – 3:30

- German CD single[3]

1. "Sanctuary" (radio edit) – 3:00
2. "Sanctuary" (Pocketknife's Full Length Re-Edit) – 5:32

- German CD maxi single[4]

1. "Sanctuary" (radio edit) – 3:00
2. "Sanctuary" (Pocketknife's Full Length Re-Edit) – 5:32
3. "Sanctuary" (Solitaire Club Mix) – 5:30
4. "Sanctuary" (video) – 3:02

- UK promo remix CD single[5]

1. "Sanctuary" (Mac Project Club Mix) – 8:00
2. "Sanctuary" (Solitaire Club Remix) – 5:28
3. "Sanctuary" (Alex B Club Mix) – 7:57
4. "Sanctuary" (Alex B Dub Mix) – 8:02
5. "Sanctuary" (Alex B Radio Edit) – 3:43
6. "Sanctuary" (Solitaire Radio Edit) – 3:22
7. "Sanctuary" (Mac Project Radio Edit) – 3:33

## Pessoal
Créditos adaptados das notas de revestimento de lições a serem aprendidas.
- Gabriella Cilmi – vocal
- Nick Coler – baixo, guitarra, teclados, programação
- Richard Edgeler – assistente de mixagem
- Brian Higgins – teclados, produção, programação
- Tim Powell – teclados, programação
- Jeremy Wheatley – mixagem
- Xenomania – produção